# Makethemark
Makethemark, född 18 mars 2013 i Älvsbyn i Norrbottens län, är en svensk varmblodig travhäst. Han tränas av Petri Salmela och körs av Ulf Ohlsson.
Makethemark började tävla 2015. Han har till april 2021 sprungit in 11,4 miljoner kronor på 66 starter varav 26 segrar, 10 andraplatser och 8 tredjeplatser. Han har tagit karriärens hittills största segrar i Treåringseliten (2016), Jubileumspokalen (2018),  Norrbottens Stora Pris (2018, 2019),  Åby Stora Pris (2019) och St Michel-loppet (2019). Han har även kommit på andraplats i Korta E3 (2017), Breeders' Crown (2017), Norrbottens Stora Pris (2020), Gulddivisionens final (sept 2018), Ulf Thoresens Minneslopp (2019) samt på tredjeplats i Långa E3 (2016) och Elitloppet (2019).

## Karriär

### Tidig karriär
Makethemark debuterade den 27 juli 2015 och blev med detta den första avkomman till Maharajah att starta. Han kom på fjärdeplats i debutloppet. Därefter tog han sex raka segrar. Han segrade i 12 av sina 14 första starter.
Han var Maharajahs vinstrikaste avkomma fram till Who's Whos seger i 2018 års upplaga av Svenskt Travderby i september 2018 då denne gick om honom som vinstrikast. Under 2019 gick emellertid Makethemark om Who's Who igen.

### Tiden i den äldre eliten
Under 2019 började Makethemark på allvar slå sig in i travets världselit.
Den 7 maj 2019 blev han inbjuden till att starta i 2019 års upplaga av Elitloppet på Solvalla. Tränare Petri Salmela tog emot inbjudan av Solvallas sportchef Anders Malmrot i Solvallas Elitloppsstudio. Han blev därmed den första Bodentränade hästen att bjudas in till Elitloppet sedan 1998, då Scandal Play deltog. Elitloppet gick av stapeln den 26 maj 2019. Han kom på tredjeplats i finalen, efter att ha suttit fast i rygg på vinnande Dijon med krafter kvar.
Elitloppet följdes upp med en andraplats i Norrbottens Stora Pris den 15 juni 2019, efter att ha travat utvändigt om Propulsion större delen av loppet. I efterhand fråntogs Propulsion sin seger (liksom alla sina andra resultat på svensk mark) då det 2020 framkom att han varit nervsnittad i sina hovar och inte varit startberättigad. Makethemarks andraplats blev därför en seger. Den 7 juli 2019 kom Makethemark på andraplats i Ulf Thoresens Minneslopp på Jarlsberg Travbane. Han segrade sedan i det finska storloppet St. Michel-loppet den 21 juli 2019. Därefter startade han i Åby Stora Pris den 10 augusti 2019, vilket var hans debut över distansen 3140 meter. Han skar mållinjen som tvåa, slagen med två och en halv längd av Propulsion som segrade på nytt världsrekord. Propulsion fråntogs senare sin seger och Makethemark tilldelades vinsten i efterhand.
För sitt framgångsrika 2019 blev Makethemark en av fyra nominerade hästar till titeln "Årets Äldre" vid Hästgalan. Utmärkelsen vanns av Readly Express.
År 2020 årsdebuterade Makethemark den 18 mars med en seger i Kentucky Fibbers lopp på Solvalla. Den 31 maj deltog han i 2020 års upplaga av Elitloppet. Han kom på fjärdeplats i försöket. I starten därpå kom han på andraplats i Norrbottens Stora Pris den 13 juni 2020.

## Statistik

### Löpningsrekord
| Datum             | Bana      | Lopp                              | Tid    | Distans | Startmetod | Kusk        |
| ----------------- | --------- | --------------------------------- | ------ | ------- | ---------- | ----------- |
| 21 juli 2019      | Mikkeli   | St. Michel-loppet                 | 1.10,2 | 1 609 m | autostart  | Ulf Ohlsson |
| 7 juli 2019       | Jarlsberg | Ulf Thoresens Minneslopp          | 1.10,7 | 2 100 m | autostart  | Ulf Ohlsson |
| 12 september 2016 | Solvalla  | Svenskt Trav-Kriterium, uttagning | 1.15,3 | 2 640 m | autostart  | Ulf Ohlsson |
| 10 augusti 2019   | Åby       | Åby Stora Pris                    | 1.13,0 | 3 410 m | autostart  | Ulf Ohlsson |

## Stamtavla
| Efter Maharajah 2005      | Viking Kronos 1995   | American Winner 1990   | Super Bowl 1969       |
| Efter Maharajah 2005      | Viking Kronos 1995   | American Winner 1990   | B.J.'s Pleasure 1983  |
| Efter Maharajah 2005      | Viking Kronos 1995   | Conch 1982             | Bonefish 1972         |
| Efter Maharajah 2005      | Viking Kronos 1995   | Conch 1982             | Vikings Venus 1967    |
| Efter Maharajah 2005      | Chili Khan 1996      | Giant Chili 1990       | Speedy Crown 1968     |
| Efter Maharajah 2005      | Chili Khan 1996      | Giant Chili 1990       | Chili Bowl 1985       |
| Efter Maharajah 2005      | Chili Khan 1996      | Stevie Nicks 1990      | Tibur 1963            |
| Efter Maharajah 2005      | Chili Khan 1996      | Stevie Nicks 1990      | Västerbo Cheeta 1982  |
| Undan Global Naughty 2008 | Conway Hall 1995     | Garland Lobell 1981    | ABC Freight 1974      |
| Undan Global Naughty 2008 | Conway Hall 1995     | Garland Lobell 1981    | Gamin Lobell 1974     |
| Undan Global Naughty 2008 | Conway Hall 1995     | Amour Angus 1987       | Magna Force 1981      |
| Undan Global Naughty 2008 | Conway Hall 1995     | Amour Angus 1987       | Kenwood Scamper 1982  |
| Undan Global Naughty 2008 | Crowning Blonde 1997 | Crowning Point 1981    | Speedy Crown 1968     |
| Undan Global Naughty 2008 | Crowning Blonde 1997 | Crowning Point 1981    | Ice Cream Social 1978 |
| Undan Global Naughty 2008 | Crowning Blonde 1997 | Stonegate Saunter 1978 | Yankee Bambino 1972   |
| Undan Global Naughty 2008 | Crowning Blonde 1997 | Stonegate Saunter 1978 | Stonegate Stride 1972 |